# Малая Катя-Ёль
Малая Катя-Ёль — река в России, протекает по территории Вуктыльского округа в Республике Коми. Устье реки находится в 35 км по левому берегу реки Щугор. Длина реки составляет 19 км.
Река вытекает из болот в 40 км к северо-востоку от села Кырта. От истока течёт на северо-запад, затем поворачивает на юго-запад. Всё течение проходит по ненаселённой, холмистой тайге. В 7 км выше устья принимает слева реку Дзёля-Катя-Ёль (в водном реестре — река без названия), также в реку впадает несколько безымянных ручьёв. Впадает в Щугор в 25 км к юго-востоку от деревни Усть-Щугор чуть выше устья реки Катя-Ёль. Ширина реки у устья 12 метров, скорость течения — 0,4 м/с.

## Данные водного реестра
По данным государственного водного реестра России относится к Двинско-Печорскому бассейновому округу, водохозяйственный участок реки — Печора от водомерного поста у посёлка Шердино до впадения реки Уса, речной подбассейн реки — бассейны притоков Печоры до впадения Усы. Речной бассейн реки — Печора.
Код объекта в государственном водном реестре — 03050100212103000062835.